# نظام 24 ساعة

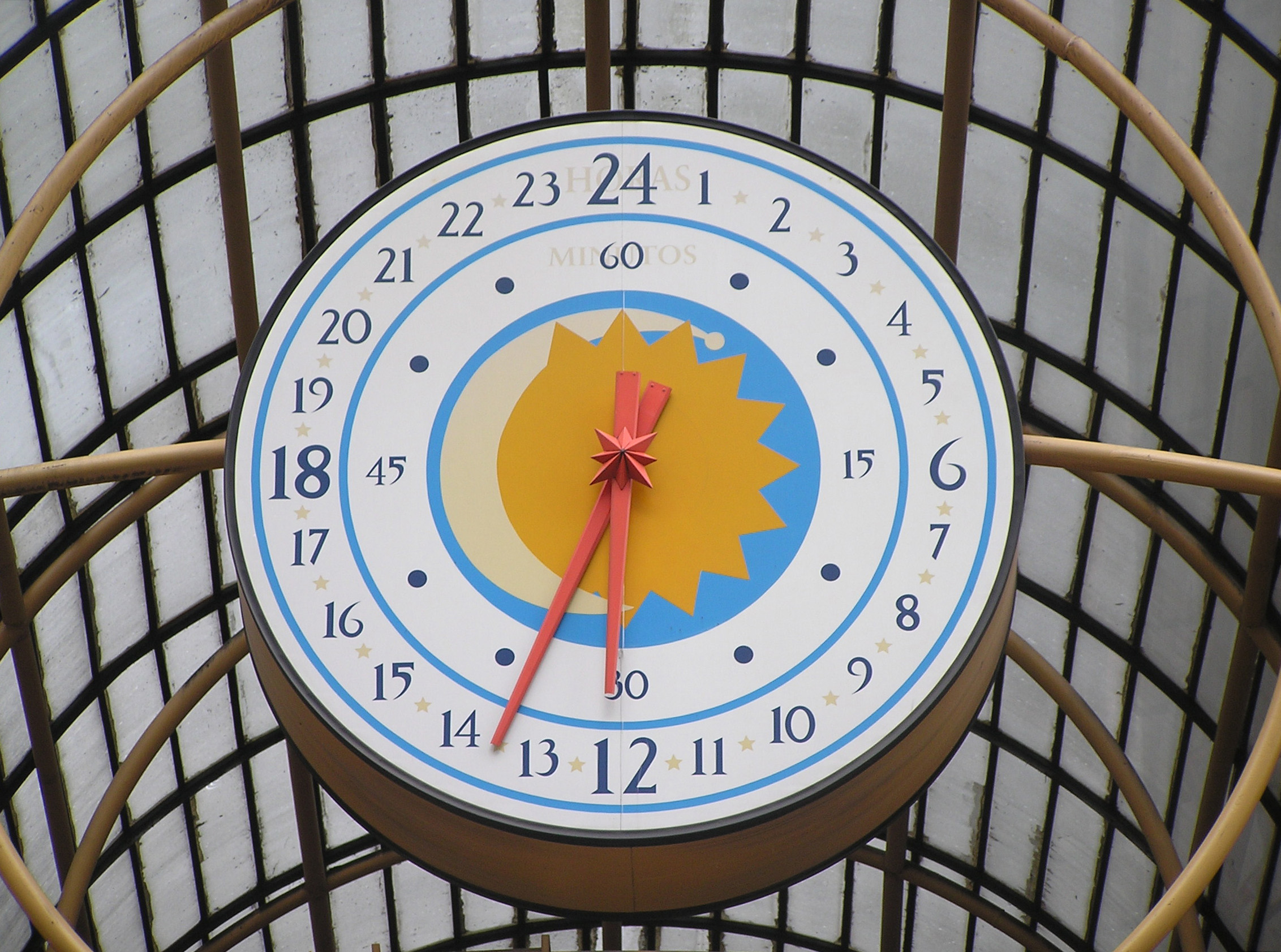
ساعة كبيرة بنظام 24 ساعة بمدينة كوريتيبا بالبرازيل، بعقارب ساعة واحد طويل للساعات وآخر قصير للدقائق.

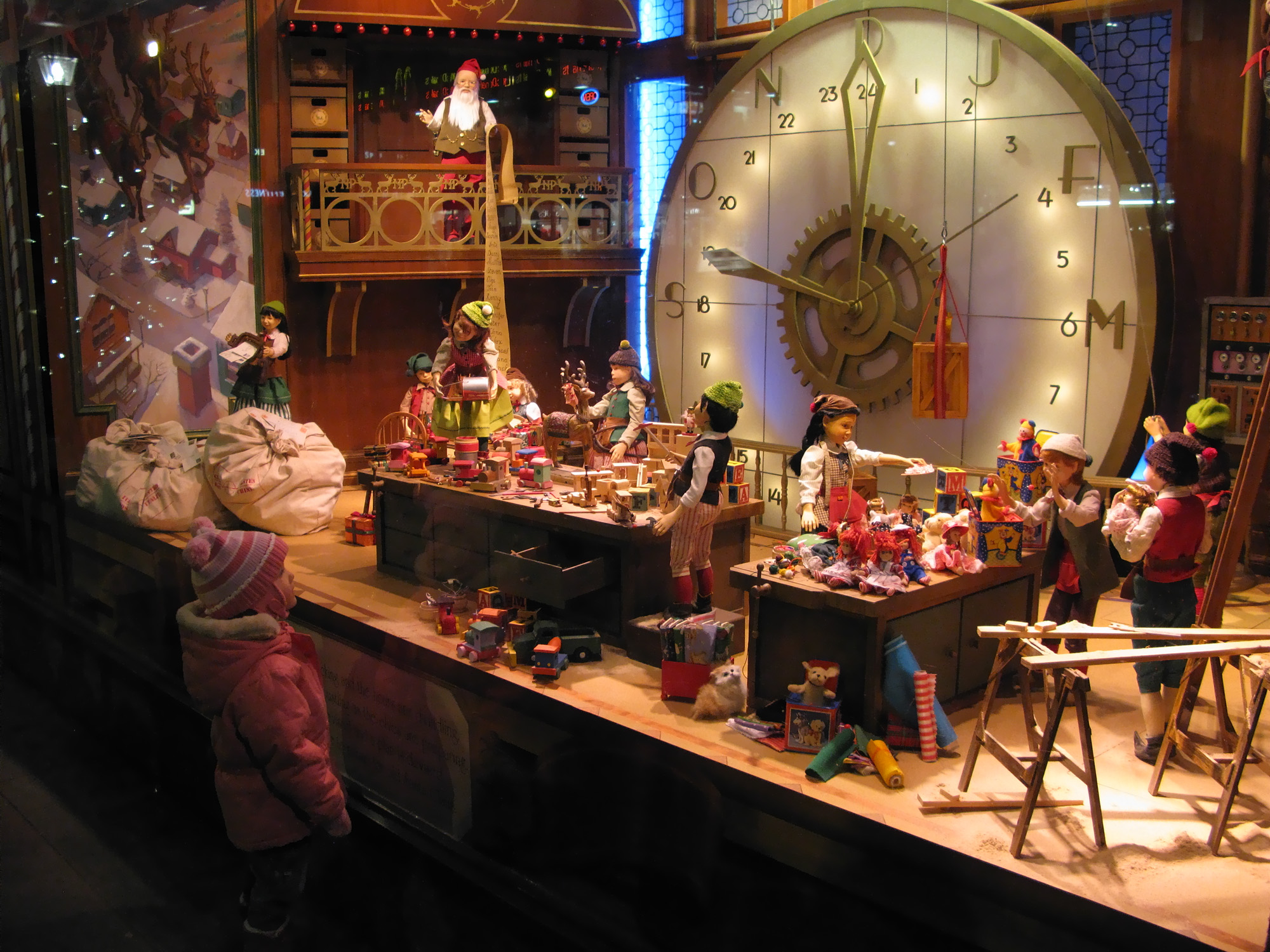
إحدى النوافذ المعروضة في متجر Bay متعدد الأقسام في وسط مدينة تورونتو ، أونتاريو

نظام 24 ساعة هو ميثاق أو عرف زمني يقسم اليوم إلى 24 ساعة، حيث يعتبر منتصف الليل نقطة بداية وَنهاية اليوم. يُمثل ذلك بعدد الساعات (وَالدقائق) التي مرت منذ منتصف الليل، وَيتراوح ذلكَ مِن 00(:00) إلى 23(:59)، في حين يُستخدم 24(:00) كمرجع اختياري لنهاية اليوم. هذا الأسلوب مُعتمد من قِبل المعيار الدولي ISO 8601 وَهو الأكثر استخدامًا في العالم اليوم، مقارنة بنظام 12 ساعة.
تستخدم العديد من الدول، خاصة الناطقة بالإنجليزية، نظام 12 ساعة أو مزيجًا من نظامي 12 وَ24 ساعة. وَتفضل بعض المهن استخدام نظام 24 ساعة في الدول التي يعتمد فيها نظام 12 ساعة بشكل أساسي. مثلًا في مزاولة مهنة الطب، لتوثيق التاريخ الطبي لمنع أي نوع من أنواع الالتباس.
عادة ما يُسمى (بالإنجليزية الأمريكية) الوقت بصيغة الـ24 ساعة بـ"التوقيت العسكري" في الولايات المتحدة. بينما يسود نظام 12 ساعة في بعض البلدان الأخرى.